# آشپزی ونزوئلایی

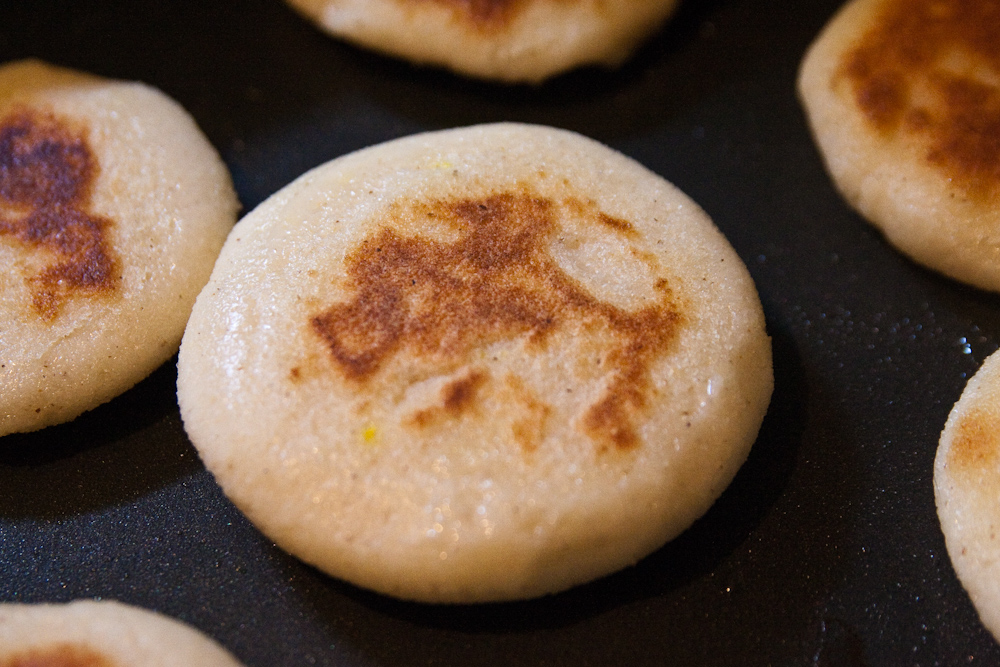
آره‌پا

آشپزی ونزوئلایی (انگلیسی: Venezuelan cuisine) متأثر از سنت‌های بومی، اروپایی (ایتالیا، اسپانیا، پرتغال و فرانسه) و غرب آفریقا است. آشپزی ونزوئلایی از یک منطقه تا منطقهٔ دیگر بسیار متفاوت است. قوت غالب شامل ذرت، برنج، موز پختنی، یم، لوبیا و گوشت‌های مختلف است. هم چنین سیب زمینی، گوجه فرنگی، پیاز، بادنجان، کدو، اسفناج و کدو سبز از غذاهای فرعی رایج در خوراک روزانه ونزوئلایی است. اجی دلزی و پانلا در بیشتر دستورالعمل‌های غذا یافت می‌شود. هم چنین سس ووسترشر در اغلب غذاها استفاده می‌شود.